# Komlódtótfalu
Komlódtótfalu es un pueblo ubicado en el distrito de Csenger, en el condado de Szabolcs-Szatmár-Bereg, Hungría.

## Superficie
Posee una superficie de 6,970 kilómetros cuadrados.

## Demografía
Hasta 2019 la población era de 102 habitantes, con una densidad de población de 14,63 habitantes por kilómetro cuadrado.